# Jasan v bývalém areálu Jitřenka
Jasan v bývalém areálu Jitřenka (jasan ztepilý) je památný strom rostoucí v obci Ludvíkov, v mikroregionu Sdružení obcí Vrbenska, v okrese Bruntál, na levém břehu Bílé Opavy. Nachází se v nepřístupné soukromé zahradě, parcela číslo 526, ale zčásti je dobře viditelný z místní komunikace. Zdravotní stav stromu v roce 2024 je dobrý, má mohutný kmen a souměrnou korunu. 
Tato místní silnice u křížku, ve směru na Vrbno pod Pradědem a po proudu řeky, odbočuje z hlavní komunikace procházející obcí (silnice II/445 –  těsně předtím, než hlavní silnice přechází z levého na pravý břeh řeky). Místní komunikace vede po levém břehu celkem asi 600 metrů, z toho po cca 400 metrech míjí další památný strom lípu nad řekou, u jezu po malém mostu přechází na pravý břeh a napojuje se zpět na hlavní silnici. 

## Základní údaje
- Druh: jasan ztepilý (Fraxinus excelsior L.)
- Chráněným stromem byl vyhlášen 20. září 2000.[1]
- Obvod kmene: 400 cm
- Výška stromu: 27 metrů
- Odhadované stáří stromu: 130–180 let[2]
- Poloha: 50°5′55″ s. š., 17°20′11″ v. d.

## Fotogalerie

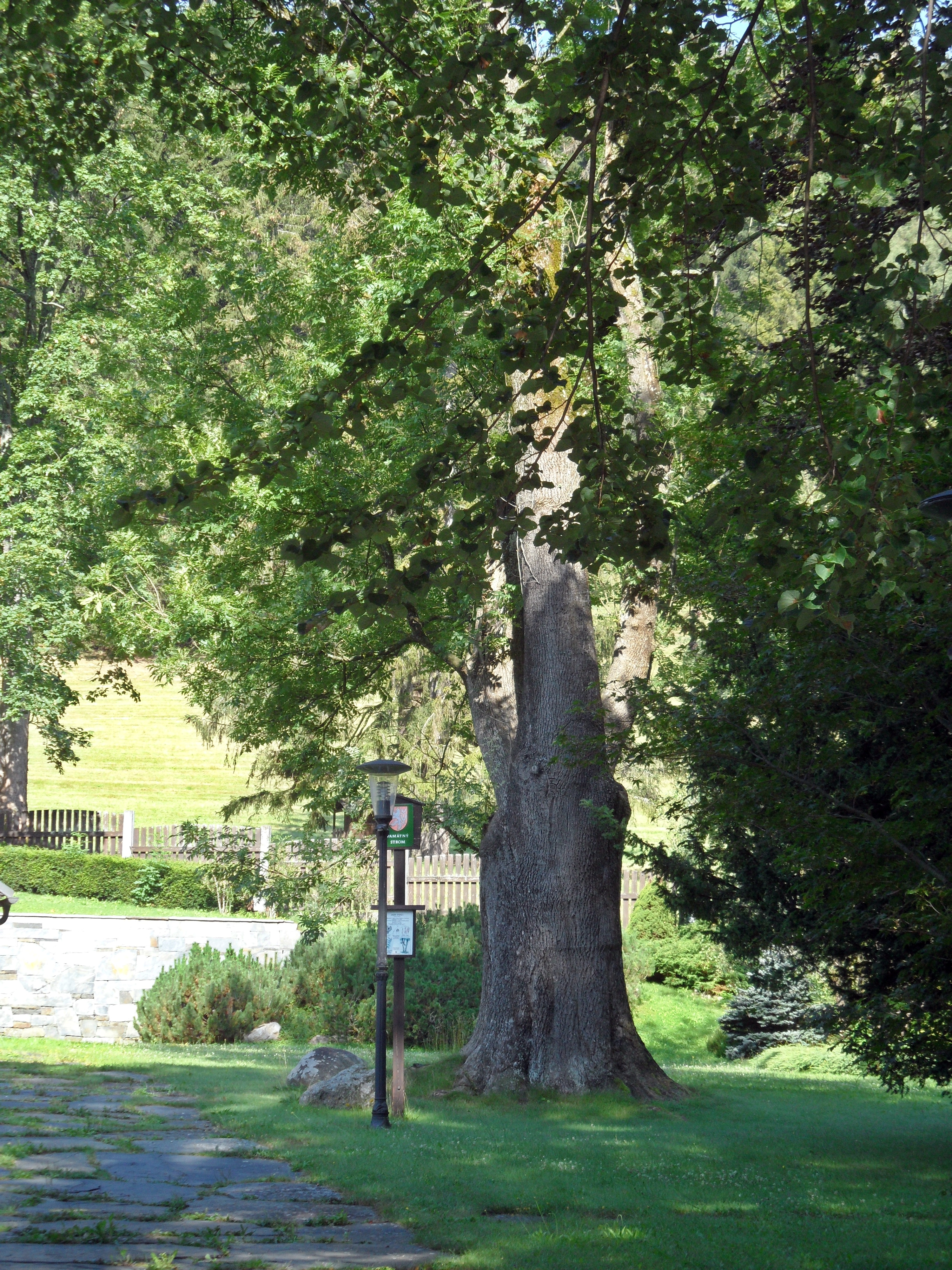
Strom na soukromém pozemku není vidět celý
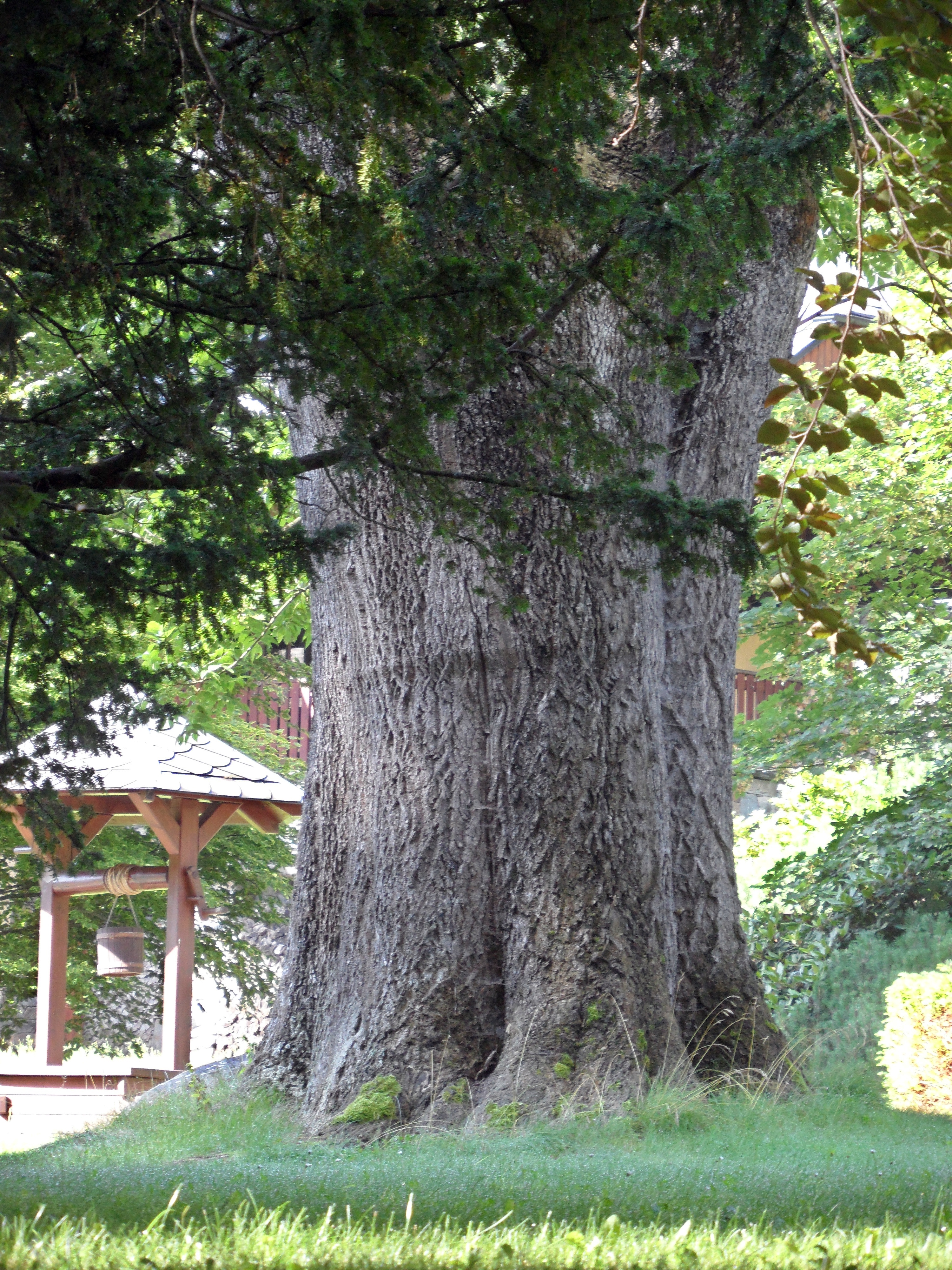
Detail kmene a hlavních větví

## Další památné stromy vLudvíkově
Na katastrálním území obce Ludvíkov se v roce 2024 nachází celkem pět vyhlášených památných stromů, z toho čtyři jsou v intravilánu obce. Mohutná jedle bělokorá, nazývaná Jedle Vévodkyně se nachází u silnice mezi Karlovou Studánkou a Ludvíkovem ještě před začátkem obce, ve směru do Ludvíkova vlevo od silnice II/445. 
Dále již v intravilánu (ve směru na Vrbno pod Pradědem a po proudu Bílé Opavy) to jsou zde popisovaný jasan v bývalém areálu Jitřenka, třetí je lípa nad řekou (kříženec lípa obecná, výška 27 metrů, obvod kmene asi 544 centimetrů), čtvrtá je lípa u zámečku (rovněž lípa obecná, výška 31 metrů, obvod kmene asi 462 centimetrů) a pátý jasan u zámečku (také jasan ztepilý, výška 31 metrů, obvod kmene asi 410 centimetrů).